# Dehesa

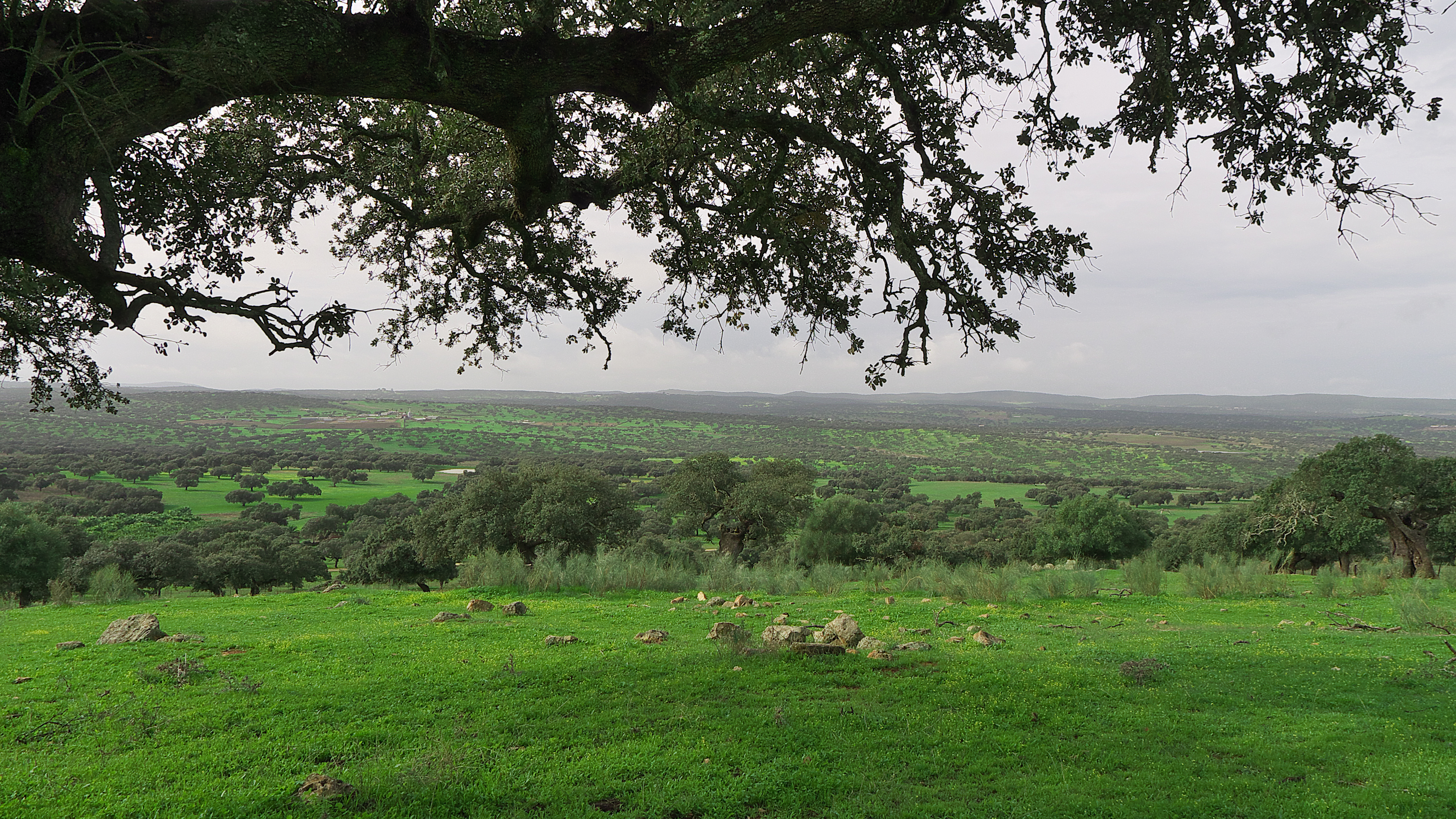
Dehesa en la provincia de Badajoz.

Una dehesa es un bosque formado por encinas, alcornoques u otras especies, con estrato inferior de pastizales o matorrales, donde la actividad del ser humano ha sido intensa en prácticamente la totalidad del entorno, que generalmente está destinado al mantenimiento del ganado, a la actividad cinegética y al aprovechamiento de otros productos forestales (leñas, corcho, setas, etcétera).  
Es un ejemplo típico de sistema agrosilvopastoral y típico de la zona occidental de la península ibérica.
El término dehesa viene del latín defesa (defensa), pues los primeros pobladores en la reconquista hacían vallados para proteger los rebaños alojados en ellas.

## Naturaleza

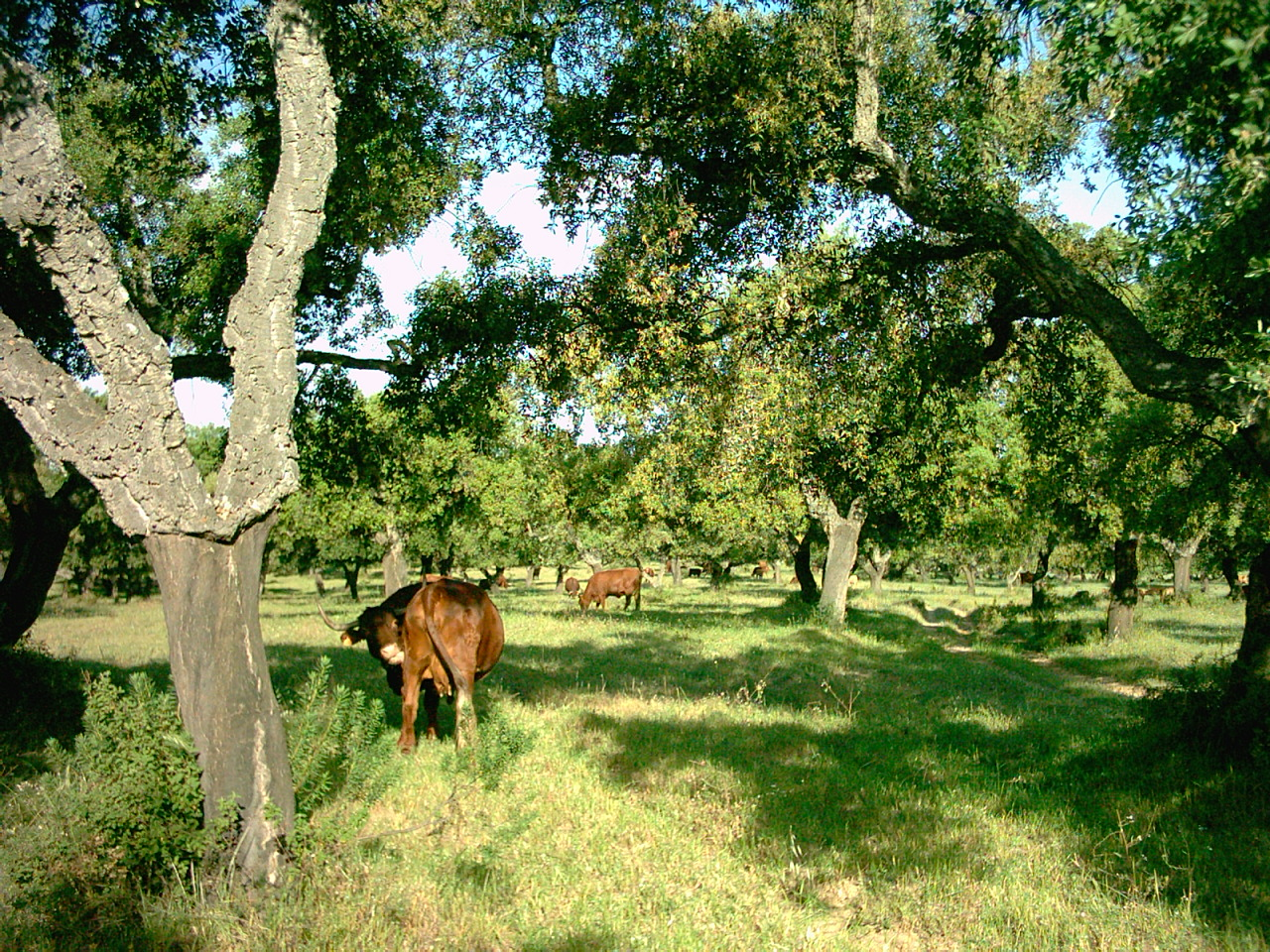
Ganado pastando en la dehesa (provincia de Huelva).

La dehesa deriva del ecosistema del bosque mediterráneo, formado por pastizales con especies herbáceas, utilizadas para el pastoreo de ganado vacuno, caprino y ovino, y especies arbóreas pertenecientes al género Quercus (roble), como la encina (Quercus ilex), aunque también pueden estar presentes otras especies arbóreas como alcornoques, rebollos, fresnos y pinos. Las encinas se protegen y se podan para producir bellotas, de las que se alimenta el famoso cerdo ibérico en otoño durante la montanera. El jamón producido a partir de cerdos ibéricos engordados con bellotas y secados al aire a gran altura se conoce como Jamón ibérico o "pata negra" (presunto ibérico en portugués) y se vende a precios superiores, especialmente si solo se han utilizado bellotas para el engorde.
En una dehesa típica se consigue que los árboles persistan unos 250 años. Si hay alcornoques, el corcho se recolecta cada 9 a 12 años, dependiendo de la productividad del sitio. El sotobosque generalmente se limpia cada 7 a 10 años para evitar que los arbustos de la familia de las jaras (Cistaceae), a menudo denominados "jara pringosa", o las plántulas de roble, se apoderen del bosque. Los árboles están espaciados para maximizar la productividad general al equilibrar la luz para los pastos en el sotobosque, el uso de agua en los suelos y la producción de bellotas para cerdos y animales de caza.

## Otro término
También se denomina con el término dehesa al tipo de gestión de fincas privadas destinadas a la explotación agro-ganadera sobre el bosque mediterráneo del que se obtienen simultáneamente múltiples recursos.
Se trata de un ecosistema derivado de la actividad humana a partir del bosque de encinas, alcornoques, etc. Es la consecuencia de conquistar al bosque terrenos para destinarlos a pastizales. Pasa por una fase inicial en la que se aclara el bosque denso para pasar a una segunda fase de control de la vegetación leñosa y la estabilización de los pastizales.

## Importancia

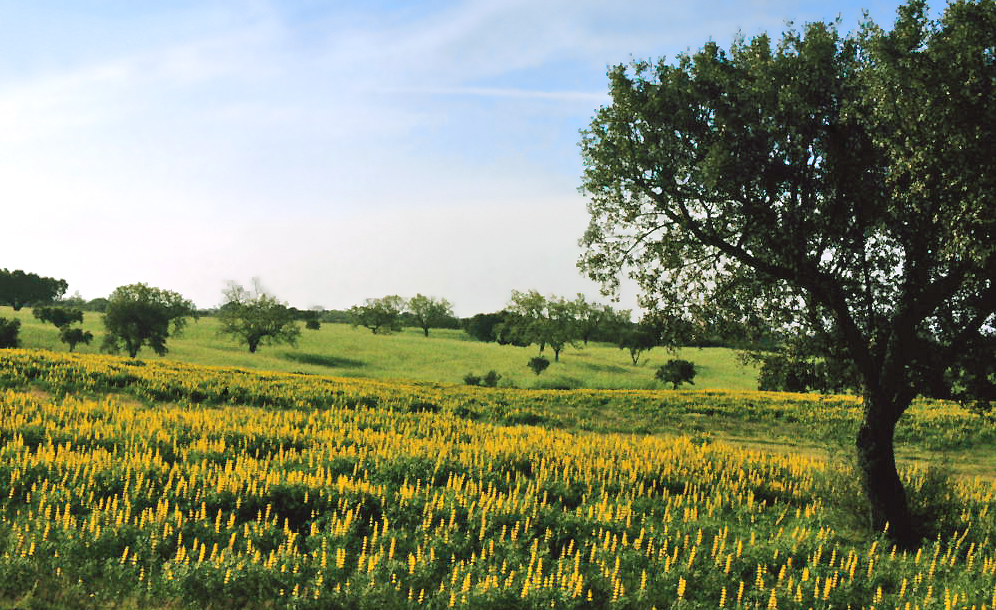
Un montado, término con el que se conoce a las dehesas en portugués.

El sistema adehesado tiene una gran importancia económica y social en la península ibérica, tanto por su extensión superficial como por la función de fijación de población rural en sus núcleos. Reduciendo el flujo emigratorio y sus consecuencias (envejecimiento, incremento de tasas de mortalidad, reducción de tasas de actividad, abandono de explotaciones, etc).

## Economía

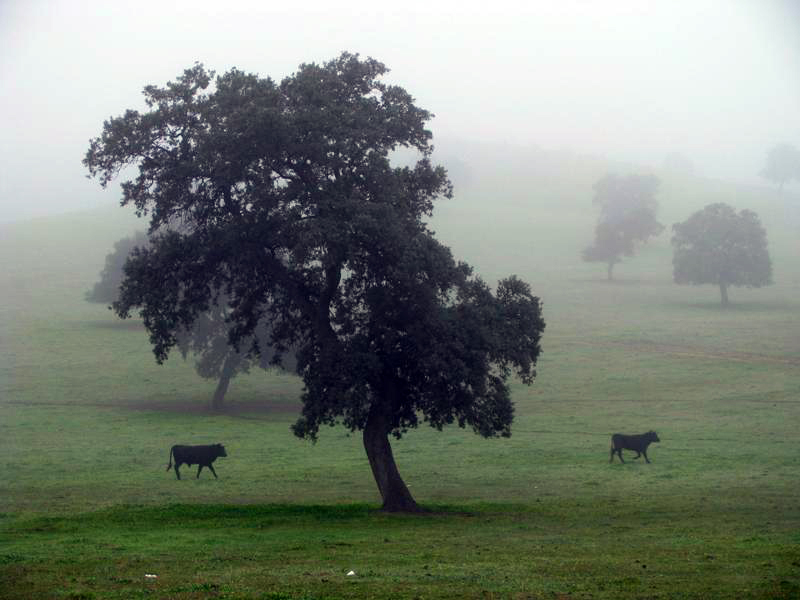
Dehesa con toros en las cercanías de Baños de la Encina (Jaén).

La explotación de la dehesa suele coincidir con zonas que podríamos denominar “marginales”, tanto por su limitada vocación agraria (derivado de la pobreza de los suelos), como por la inexistencia de un tejido industrial, que se reduce a industrias agroalimentarias aisladas y de muy reducida capitalización.
La dehesa es el sistema agroforestal en el que se cría el cerdo ibérico, una variedad de puerco muy apreciada por su excelente calidad. Los cerdos viven al aire libre y se alimentan de las bellotas que dejan caer los árboles Quercus. En el Real Decreto 4/2014, el cual regula el cerdo ibérico, se especifica que la dehesa, para ser considerada como tal, debe contar «con una cubierta arbolada media por explotación de, al menos, 10 árboles por hectárea». No todos los cerdos ibéricos son criados en estas condiciones, y los que lo hacen, son etiquetados como «jamón de bellota».

## Extensión en la península ibérica

Dehesas en la península ibérica.

Su extensión varía mucho según qué autores, pero está entre los dos y los cuatro millones de hectáreas (entre 20 000 y 40 000 km²; para hacerse una idea, 40 000 km² es la extensión de Extremadura), principalmente en el suroeste y oeste: provincia de Córdoba, Salamanca, Extremadura, Huelva, Jaén, Sierra Norte de Sevilla, piedemonte del sistema Central (zona de Talavera de la Reina, Montes de Toledo o Monte del Pardo) en España, y las regiones de Alentejo y Algarve en Portugal.